# Юн Йонь Сон
Юн Йонь Сон (кор. 윤영선, нар. 4 жовтня 1988) — південнокорейський футболіст, захисник клубу «Соннам Ільхва Чхонма» та національної збірної Південної Кореї.

## Клубна кар'єра
На юнацькому рівні грав у футбол в Університеті Данкук, після чого опинився у клубі «Соннам Ільхва Чхонма». На дорослому рівні дебютував у клубі 9 березня 2010 року в матчі Ліги чемпіонів АФК проти австралійського «Мельбурн Вікторі» (2:0), забивши другий гол своєї команди. В підсумку Чхоль допоміг команді виграти цей міжнародний трофей, а у наступному році виграв з клубом Кубок Південної Кореї.
2016 року Юн потрапив під військовий призов і став виступати за «Санджу Санму». 3 квітня 2018 року він закінчив військову службу і повернувся до своєї колишньої команди, «Соннам», відігравши за армійську команду 23 матчі в національному чемпіонаті.

## Виступи за збірну
2015 року дебютував в офіційних матчах у складі національної збірної Південної Кореї.
У складі збірної був учасником чемпіонату світу 2018 року у Росії.

## Титули і досягнення
- Переможець Кубка Східної Азії: 2017